# AleXa
Alexaundra Christine Schneiderman (Tulsa, Oklahoma, 9 de diciembre de 1996), conocida artísticamente como AleXa (en hangul, 알렉사) y también como Kim Seri (en hangul, 김세리), es una cantante surcoreana-estadounidense. Después de participar en ambas temporadas del reality show Rising Legends, AleXa firmó con ZB Label en 2018 y practicó como aprendiz allí durante dos años y medio. Durante ese tiempo, también participó en Produce 48. Debutó en octubre de 2019, y representó a su estado natal Oklahoma en American Song Contest con la canción «Wonderland» donde ganó con 710 puntos.

## Biografía
Kim Seri nació como Alexaundra Christine Schneiderman el 9 de diciembre de 1996, en Tulsa, Oklahoma, hija de un padre ruso-estadounidense y una madre surcoreana. La madre de Kim Seri fue adoptada a la edad de cinco años por sus padres estadounidenses adoptivos de un orfanato en Goyang, Provincia de Gyeonggi, donde vio por última vez a su hermano.Kim Seri es la mayor de dos hermanos y tiene un hermano menor.
De niña, Kim Seri recibió clases de baile de varios géneros, como ballet, jazz, hip hop y claqué. Comenzó a bailar a los dieciocho meses y continuó en la escuela media-secundaria. Estudió en Jenks High School, donde formó parte de los shows de coros Jenks Varsity Pom y Jenks Trojanaires, que compitió a nivel nacional También estudió en Tulsa Community College, donde participó en teatro. Kim Seri era una apasionada fan del K-pop y creó sus cuentas de Instagram y Snapchat donde se dedica a hacer covers de canciones y coreografías de K-pop mientras estudiaba en la escuela.

## Carrera

### 2016-2018:Rising LegendsyProduce 48
En 2016, bajo el nombre de Alex Christine, participó en la audición en línea Rising Legends organizada por Soompi. El concurso se organizó en asociación con JYP Entertainment. En 2017, volvió a competir en Rising Legends cuando Soompi se asoció con Cube Entertainment. A pesar de quedar en el puesto número 1 en la categoría de baile en ambos años, no consiguió entrar en ninguno de los programas de entrenamiento de las agencias y, en su lugar, firmó con ZB Label. En 2018, AleXa compitió en Produce 48 y fue eliminada en la primera ronda en el puesto 82.

### 2019-2021: Debut,Do or DieyDecoherence
En 2019, AleXa lanzó su álbum sencillo titulado «Bomb» el 19 de octubre. Hizo una colaboración con la banda de rock Diablo para lanzar una versión rock de la canción el 13 de diciembre..
En 2020, anunció su primer miniálbum con el lanzamiento del tráiler "A.I Trooper" el 24 de febrero. El vídeo musical de la canción «Do or Die» se estrenó el 6 de marzo. El miniálbum, también titulado Do or Die, was released on April 1. AleXa colaboró con el grupo femenino Dreamcatcher y el grupo masculino IN2IT para publicar el sencillo "Be The Future" para Millenasia Project el 6 de mayo. El proyecto, apoyado por la Coalición Mundial por la Educación de la UNESCO, se publicó para llamar la atención sobre la importancia de la educación y la seguridad durante la pandemia de COVID-19. El 16 de julio, AleXa estrenó el vídeoclip del sencillo "Villain" (빌런) de su segundo miniálbum Decoherence. El 21 de octubre lanzó el miniálbum junto con el vídeo musical de «Revolution».
El 14 de enero de 2021, AleXa lanzó su sencillo digital "Never Let You Go" (오랜만이야), con una versión acústica en colaboración con Onewe, publicada el 8 de febrero. El 12 de abril, AleXa lanzó el OST "I Miss You Every Day" para el drama de TV Chosun Somehow Family. El 18 de mayo, Spotify anunció su tercera colaboración RADAR en la región MENA, junto con Bader AlShuaibi, un cantante de pop kuwaití-saudí. La canción "Is It On" se publicó el 21 de mayo. El 1 de julio, AleXa lanzó su segundo álbum sencillo ReviveR y el sencillo principal "Xtra". El 25 de agosto, colaboró con la banda de rock femenina Rolling Quartz para lanzar la versión rock de "Xtra".

### 2022-presente:American Song Contest
En 2022, AleXa lanzó su tercer álbum sencillo Tattoo el 6 de enero. El 3 de marzo, AleXa fue anunciada como una de las concursantes para participar en American Song Contest, representando a Oklahoma con la canción "Wonderland", y el 9 de mayo ganó el concurso.

## Otros proyectos
Del 23 de junio al 4 de agosto de 2020, AleXa actuó como presentadora invitada en el podcast How Did I Get Here?, a veces abreviado como "HDIGH". El 7 de agosto de 2020, Dive Studios anunció en su Twitter que se convertiría en una miembro permanente del programa junto al presentador original Jae Park del grupo Day6. El podcast ganó las categorías "Elección del Público" y "Entretenimiento" en los Podcast Awards en 2020. También ganó el premio al Mejor Podcast 2020 de Apple Podcasts.
El 29 de enero de 2021, AleXa creó un canal de YouTube llamado AleXa 360 centrado en vlogs y behind the scenes.
El 18 de marzo de 2022 se anunció que AleXa debutaría como actriz en la película de antología de terror Urban Myths.

## Discografía

### Extended plays
| Título                                                                          | Detalles | Posiciones en listas |
| Título                                                                          | Detalles | KOR                  |
| ------------------------------------------------------------------------------- | --- | -------------------- |
| Do or Die                                                                       | - Lanzamiento: 1 de abril de 2020 - Discográfica: ZB Label, Dreamus Company - Formatos: CD, descarga digital, streaming       |                      |
| Decoherence                                                                     | - Lanzamiento: 21 de octubre de 2020 - Discográfica: ZB Label, Warner Music Korea - Formatos: CD, descarga digital, streaming | 67                   |
| "—" indica una grabación que no se posicionó o que no se publicó en esa región. | |                      |

### Álbumes sencillos
| Título                                                                          | Detalles | Posiciones en listas |
| Título                                                                          | Detalles | KOR                  |
| ------------------------------------------------------------------------------- | --- | -------------------- |
| Bomb                                                                            | - Lanzamiento: 21 de octubre de 2019 - Discográfica: ZB Label, Sony Music Korea - Formatos: CD, descarga digital, streaming |                      |
| ReviveR                                                                         | - Lanzamiento: 1 de julio de 2021 - Discográfica: ZB Label, Warner Music Korea - Formatos: CD, descarga digital, streaming  | 41                   |
| Tattoo                                                                          | - Lanzamiento: 6 de enero de 2022 - Discográfica: ZB Label, Sony Music Korea - Formatos: CD, descarga digital, streaming    | 50                   |
| "—" indica una grabación que no se posicionó o que no se publicó en esa región. | |                      |

### Sencillos
| Título                                                                          | Año  | Posiciones en listas | Posiciones en listas | Álbum       |
| Título                                                                          | Año  | KOR                  | USWorld              | Álbum       |
| ------------------------------------------------------------------------------- | ---- | -------------------- | -------------------- | ----------- |
| "Bomb"                                                                          | 2019 | —                    | 7                    | Bomb        |
| "A.I Trooper"                                                                   | 2020 | —                    | —                    | Do or Die   |
| "Do or Die"                                                                     | 2020 | —                    | 23                   | Do or Die   |
| "We Can"                                                                        | 2020 | —                    |                      |             |
| "Villain" (빌런)                                                                | 2020 | —                    | —                    | Decoherence |
| "Revolution"                                                                    | 2020 | —                    | —                    | Decoherence |
| "Never Let You Go" (오랜만이야)                                                 | 2021 | —                    |                      |             |
| "Xtra"                                                                          | 2021 | —                    | —                    | ReviveR     |
| "Tattoo"                                                                        | 2022 | —                    | —                    | Tattoo      |
| "—" indica una grabación que no se posicionó o que no se publicó en esa región. |      |                      |                      |             |

### Colaboraciones
| Title                                                                | Año  | Álbum     |
| -------------------------------------------------------------------- | ---- | --------- |
| "Be The Future" (con Dreamcatcher y In2It) (como Millenasia Project) | 2020 | Sin álbum |
| "Rule The World" (con TheFatRat)                                     | 2020 | Sin álbum |
| "IS IT ON" (con Bader AlShuaibi)                                     | 2021 | Sin álbum |
| "Summer Breeze" (나만 없어, 여름) (con Daedo)                        | 2021 | Sin álbum |

### OST
| Título                                               | Año  | Álbum                     |
| ---------------------------------------------------- | ---- | ------------------------- |
| "I Miss You Every Day" (어제도 오늘도 너무 보고싶어) | 2021 | Somehow Family OST Part 9 |

## Filmografía

### Películas
| Año  | Título      | Papel | Notas    |
| ---- | ----------- | ----- | -------- |
| 2022 | Urban Myths | Se-ri | Película |

### Programas de televisión
| Año  | Título                | Papel      | Nota                     | Ref.   |
| ---- | --------------------- | ---------- | ------------------------ | ------ |
| 2018 | Produce 48            | Ella misma | Como Alex Christine      | [ 6 ]  |
| 2022 | American Song Contest | Ella misma | Representando a Oklahoma | [ 28 ] |

### Programas web
| Año  | Título               | Papel        | Cadena  | Ref.   |
| ---- | -------------------- | ------------ | ------- | ------ |
| 2022 | Virtual Top Ten Song | Presentadora | YouTube | [ 29 ] |

### Presentadora de pódcasts
| Año       | Título              | Papel          | Ref.   |
| --------- | ------------------- | -------------- | ------ |
| 2020–2021 | How Did I Get Here? | Copresentadora | [ 20 ] |

## Premios y nominaciones
| Ceremonia                    | Fecha                   | Categoría                | Nominado/Obra(s) | Resultado    | Ref.          |
| ---------------------------- | ----------------------- | ------------------------ | ---------------- | ------------ | ------------- |
| Soribada Best K-Music Awards | 13 de agosto de 2020    | Next Artist Award        | AleXa            | Ganador      | [ 30 ]        |
| Asia Artist Awards           | 28 de noviembre de 2020 | Focus Singer Award       | AleXa            | Ganador      | [ 31 ]        |
| Asia Artist Awards           | 2 de diciembre de 2021  | Potential Award – Female | AleXa            | Ganador      | [ 32 ] [ 33 ] |
| American Song Contest        | 9 de mayo de 2022       | —                        | "Wonderland"     | Primer lugar | [ 34 ]        |